# Christoph Hartmann (Politiker)

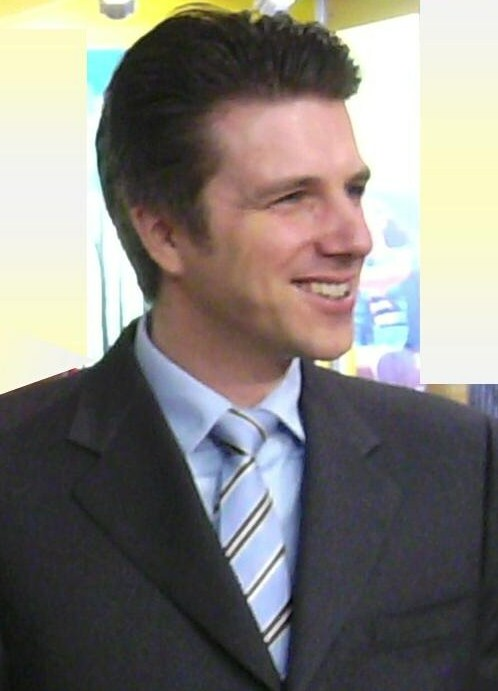
Christoph Hartmann (2011)

Christoph Georg Hartmann (* 21. Mai 1972 in Essen) ist ein deutscher Politiker (FDP/DPS). Er war vom 10. November 2009 bis zum 18. Januar 2012 stellvertretender Ministerpräsident des Saarlandes sowie saarländischer Minister für Wirtschaft und Wissenschaft und ist jetzt Professor an der ISEC HdW Hochschule der Wirtschaft in Luxemburg.

## Ausbildung und Beruf
Nach dem Abitur 1991 am Johanneum in Homburg leistete Hartmann seinen Wehrdienst ab und begann anschließend 1992 eine Ausbildung zum Bankkaufmann in Saarbrücken, die er 1994 abschloss. Danach absolvierte er ein Studium der Betriebswirtschaftslehre in Wien, München und Saarbrücken, welches er 2000 als Diplom-Kaufmann beendete. 2006 wurde Hartmann an der Universität des Saarlandes im Bereich Informationswissenschaft zum Dr. phil. promoviert. Sein Doktorvater war Harald H. Zimmermann.
Christoph Hartmann ist seit 2009 an der Franchise-Firma Wings of Benelux für die Fast-Food-Kette Hooters beteiligt.
Seit 2015 ist er in Luxemburg in einem Familienbetrieb im Bereich des 3. Alters tätig, zunächst als Finanzdirektor und später als geschäftsführender Gesellschafter.

## Familie
Christoph Hartmann ist verheiratet und hat zwei Kinder.

## Partei
Seit 1992 ist Hartmann Mitglied der FDP/DPS. Er engagierte sich zunächst bei den Jungen Liberalen, deren Landesvorsitzender im Saarland er von 1997 bis 1999 war. Von 1996 bis 2005 war er Vorsitzender des FDP-Stadtverbandes Homburg. Nachdem Hartmann von 1998 bis 2002 Generalsekretär der FDP/DPS war, wurde er 2002 zum Landesvorsitzenden der FDP/DPS gewählt. Am 9. November 2010 gab er seinen Rücktritt als Landesvorsitzender bekannt. Von 1999 bis 2011 gehörte er dem FDP-Bundesvorstand an.

## Abgeordneter
Von 2002 bis zu seinem Ausscheiden am 1. November 2004 war Hartmann Mitglied des Deutschen Bundestages. Hier war er in dieser Zeit bildungspolitischer Sprecher der FDP-Bundestagsfraktion. In den Bundestag war Hartmann über die Landesliste Saarland eingezogen. Mit ihm gehörte erstmals nach acht Jahren wieder ein saarländischer FDP-Abgeordneter dem Bundestag an.
Hartmann legte sein Bundestagsmandat nieder, da er 2004 in den Landtag des Saarlandes und hier auch zum Vorsitzenden der FDP-Fraktion gewählt worden war. Vom 10. November 2009 bis zum 18. Januar 2012 war er saarländischer Minister für Wirtschaft und Wissenschaft und Stellvertreter des Ministerpräsidenten in der ersten Jamaika-Koalition auf Landesebene (Kabinett Müller III, Kabinett Kramp-Karrenbauer I).

## Lehrtätigkeit und Forschung
Christoph Hartmann ist seit März 2014 Lehrbeauftragter für Investment und Investor Relations an der privaten staatlich anerkannten eufom University (European University for Economics & Management) in Luxemburg. Am 15. September 2016 wurde er zum Professor für Betriebswirtschaftslehre an die ISEC Hochschule der Wirtschaft in Luxemburg berufen.
Ferner ist Hartmann Prodekan „Allgemeines Gesundheitsmanagement und Pflege“ bei der DTMD University for Digital Technologies in Medicine and Dentistry mit Sitz im Schloss Wiltz in Luxemburg.